# Кубок Словенії з футболу 1994—1995
Кубок Словенії з футболу 1994–1995 — 4-й розіграш кубкового футбольного турніру в Словенії. Титул вперше здобула Мура.

## 1/16 фіналу
| Команда 1            | Рахунок      | Команда 2         |
| -------------------- | ------------ | ----------------- |
| Сердиця              | 1:9          | Мура              |
| Триглав              | 0:6          | Рудар (Веленє)    |
| Накло                | 4:2          | Свобода (Любляна) |
| Олімпія (Любляна)    | 1:0          | Загор'є           |
| Ізола                | 2:0          | Ядран Декані      |
| Слован (Любляна)     | 1:7          | Коротан (Превалє) |
| Желєзнічар (Любляна) | 0:3          | Публікум (Целє)   |
| Кочев'є              | 2:0          | Копер             |
| Ковінар              | 0:2          | Гориця            |
| Ілірська Бистриця    | 2:3          | Браник (Марибор)  |
| Одранці              | 2:2 пен. 3:4 | Більє             |
| Іжаковці             | 0:3          | Турнище           |
| Алюміній             | 4:1          | Радече            |
| Дравиня              | 3:1          | Бистриця          |
| Крка                 | 1:3          | Примор'є          |
| Високо               | 0:10         | Бельтинці         |

## 1/8 фіналу
| Команда 1        | Рахунок      | Команда 2         |
| ---------------- | ------------ | ----------------- |
| Браник (Марибор) | 4:1          | Кочев'є           |
| Алюміній         | 0:4          | Олімпія (Любляна) |
| Бельтинці        | 4:0          | Дравиня           |
| Мура             | 2:0          | Коротан (Превалє) |
| Публікум (Целє)  | 2:0          | Накло             |
| Гориця           | 1:0          | Турнище           |
| Більє            | 0:4          | Ізола             |
| Рудар (Веленє)   | 2:2 пен. 4:3 | Примор'є          |

## 1/4 фіналу
| Команда 1         | Заг.         | Команда 2        | 1-й матч | 2-й матч |
| ----------------- | ------------ | ---------------- | -------- | -------- |
| Олімпія (Любляна) | 2:5          | Бельтинці        | 1:4      | 1:1      |
| Гориця            | 1:1 пен. 0:3 | Браник (Марибор) | 1:0      | 0:1      |
| Рудар (Веленє)    | 1:2          | Публікум (Целє)  | 0:2      | 1:0      |
| Ізола             | 2:3          | Мура             | 0:0      | 2:3      |

## 1/2 фіналу
| Команда 1       | Заг.    | Команда 2        | 1-й матч | 2-й матч |
| --------------- | ------- | ---------------- | -------- | -------- |
| Публікум (Целє) | 2:1     | Браник (Марибор) | 1:1      | 1:0      |
| Бельтинці       | 1:1 (ч) | Мура             | 1:1      | 0:0      |

## Фінал
| Команда 1         | Заг. | Команда 2 | 1-й матч | 2-й матч |
| ----------------- | ---- | --------- | -------- | -------- |
| 10/24 травня 1995 |      |           |          |          |
| Публікум (Целє)   | 1:2  | Мура      | 1:1      | 0:1      |

## Перший матч
| 10 травня 1995 |

| Публікум (Целє)   | 1:1 | Мура    |
| ----------------- | --- | ------- |
| Сешлар 55' (пен.) |     | Рус 73' |

| Скальна Клет, Целє Глядачів: 1 000 Арбітр: Жарко Хвалич |

## Повторний матч
| 24 травня 1995 |

| Мура      | 1:0 | Публікум (Целє) |
| --------- | --- | --------------- |
| Топич 84' |     |                 |

| Фазанерія, Мурська Собота Глядачів: 3 000 Арбітр: Жарко Відалі |